# Euxoa dakota
Euxoa dakota är en fjärilsart som beskrevs av Smith 1900. Euxoa dakota ingår i släktet Euxoa och familjen nattflyn. Inga underarter finns listade i Catalogue of Life.